# Pseudosasa
Pseudosasa ist eine Bambus-Gattung der Untertribus Arundinariinae aus der Familie der Süßgräser (Poaceae).

## Beschreibung

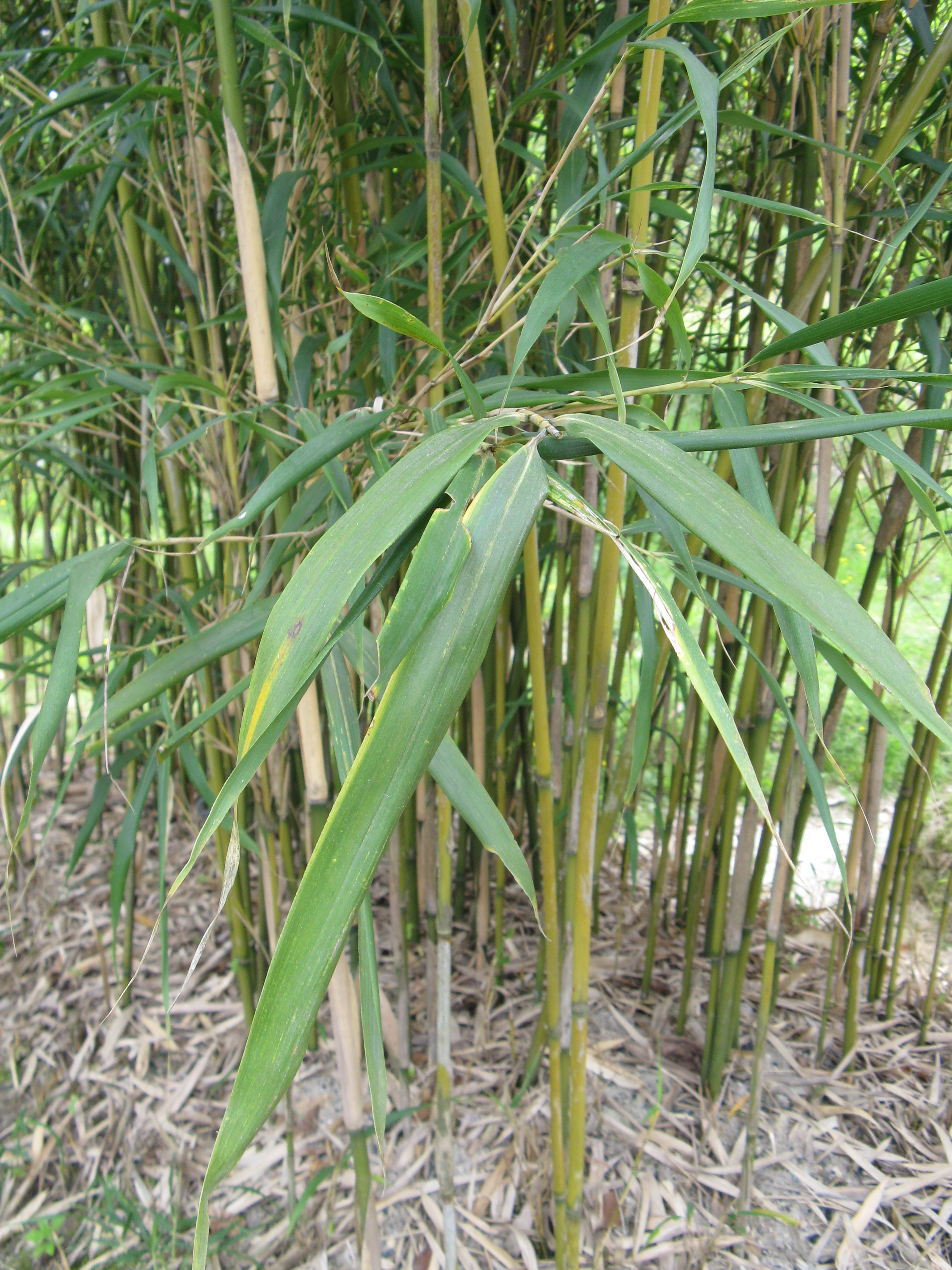
Pseudosasa hindsii

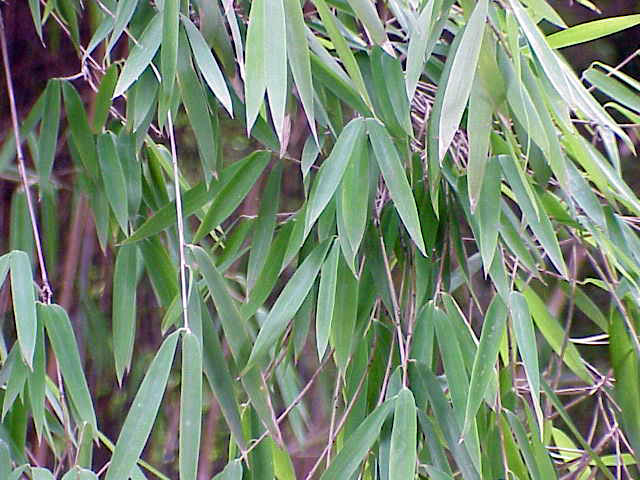
Japanischer Pfeilbambus (Pseudosasa japonica)

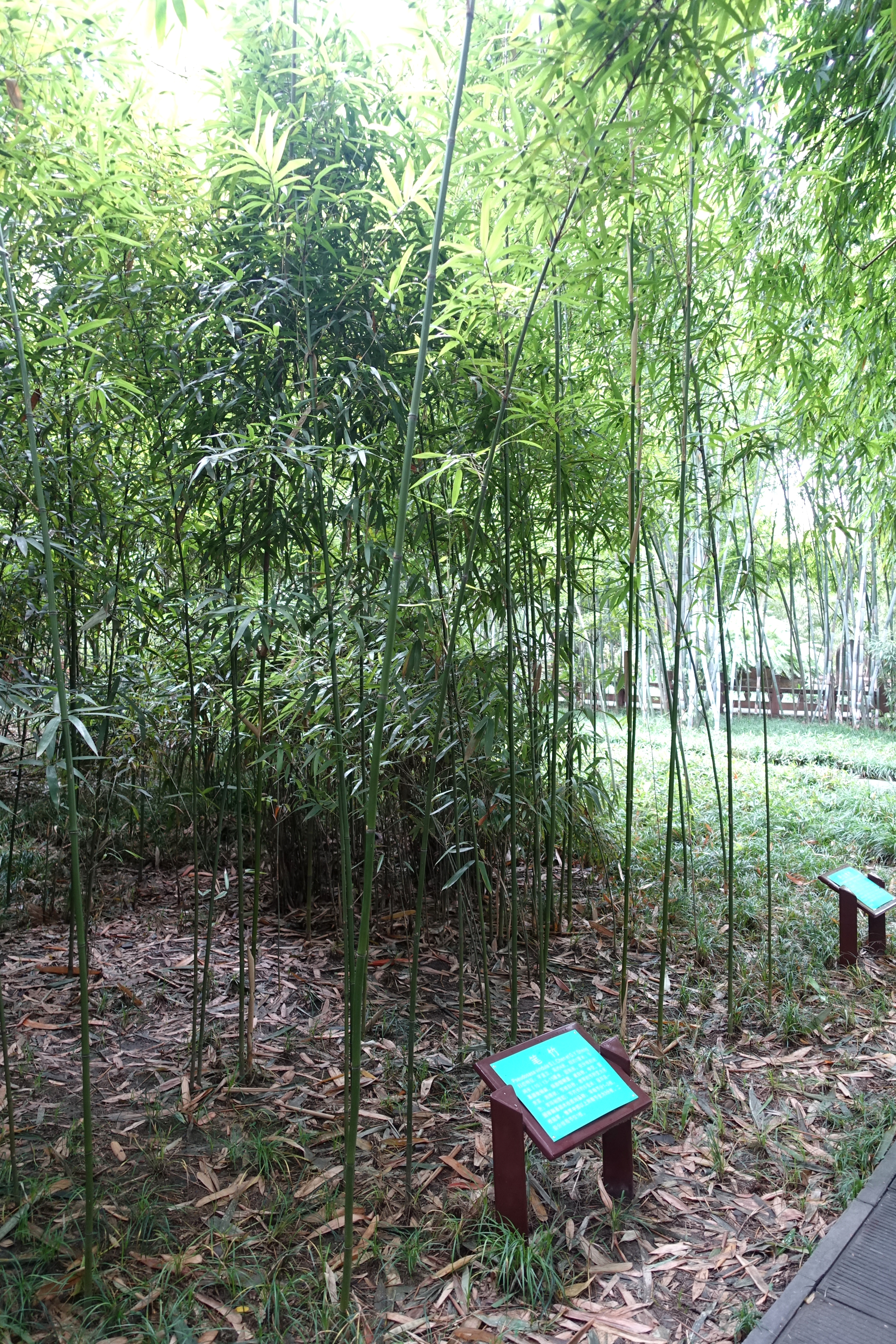
Pseudosasa viridula

Pseudosasa sind mittelgroße Bambus-Arten mit einer Wuchshöhe von 50 cm (Pseudosasa owatarii Pygmaee) bis 13 m (Pseudosasa amabilis). Sie bilden pro Nodie einen Zweig und haben längliche Blätter, deren Halmscheiden haften bleiben. Sie bilden Ausläufer. Eine Vermehrung ist durch Teilung der Horste oder durch Rhizom-Teilstücke möglich.

## Taxonomie, Systematik und Verbreitung
Die Erstbeschreibung erfolgte 1925 durch Takenoshin Nakai in Journal of the Arnold Arboretum Band 6, Seite 150. Er übernahm dabei den (ungültigen) Namen, den Tomitarô Makino schon 1920 veröffentlicht hatte. Ein Synonym ist Yadakea Makino. Der Gattungsname Pseudosasa leitet sich von griechisch Pseudo = falsch und von japanisch sasa = „Bambusgras“ ab.
Die Gattung besteht aus 19 (bis 36) Arten aus dem südlichen China, dem nördlichen Vietnam, Korea und dem äußersten Süden Japans; fast alle Arten sind in China beheimatet.
Sie gliedert sich in die Untergattungen:
Untergattung Pseudosasa
Untergattung Sinicae S.L.Chen & G.Y.Sheng
Folgende Arten sind bekannt:
- Pseudosasa aeria T.H.Wen: Zhejiang.[2]
- Pseudosasa amabilis (McClure) Keng f.: Südöstliches China bis Vietnam.[2] Mit den Varietäten:
  - Pseudosasa amabilis var. amabilis
  - Pseudosasa amabilis var. convexa Z.P.Wang & G.H.Ye
  - Pseudosasa amabilis var. farinosa C.S.Chao ex S.L.Chen & G.Y.Sheng
- Pseudosasa brevivaginata G.H.Lai: Anhui.[2]
- Pseudosasa cantorii (Munro) Keng.f.: Südöstliches China bis Hainan.[2]
- Pseudosasa gracilis S.L.Chen & G.Y.Sheng: Südliches Hunan.[2]
- Pseudosasa hindsii (Munro) C.D.Chu & C.S.Chao (Syn.: Pseudosasa magilaminaris B.M.Yang): Südöstliches China.[2]
- Pseudosasa humilis (Mitford) T.Q.Nguyen: Nördliches und zentrales Japan.[2]
- Japanischer Pfeilbambus (Pseudosasa japonica (Siebold & Zucc. ex Steud.) Makino): Südliches Korea, zentrales und südliches Japan.[2]
- Pseudosasa jiangleensis N.X.Zhao & N.H.Xia: Südöstliches China.[2]
- Pseudosasa longiligula T.H.Wen: Guangxi.[2]
- Pseudosasa maculifera J.L.Lu: Südliches Henan, südliches Zhejiang.[2] Mit den Varietäten:
  - Pseudosasa maculifera var. hirsuta S.L.Chen & G.Y.Sheng
  - Pseudosasa maculifera var. maculifera
- Pseudosasa nabeshimana (Koidz.) Koidz.: Kyushu.[2]
- Pseudosasa orthotropa S.L.Chen & T.H.Wen: Fujian, Jiangxi, Zhejiang.[2]
- Pseudosasa owatarii (Makino) Makino: Yakushima.[2]
- Pseudosasa pubiflora (Keng) Keng f. ex D.Z.Li & L.M.Gao: Nördliches Guangdong, südliches Hunan, südliches Jiangxi.[2]
- Pseudosasa subsolida S.L.Chen & G.Y.Sheng (Syn.: Pseudosasa yuelushanensis B.M.Yang): Fujian, Hunan, Jiangxi.[2] Darunter die Form:
  - Pseudosasa subsolida f. auricoma J.G.Zheng & Q.F.Zheng
- Pseudosasa viridula S.L.Chen & G.Y.Sheng: Zhejiang.[2]
- Pseudosasa wuyiensis S.L.Chen & G.Y.Sheng: Fujian.[2]
- Pseudosasa xishuangbannaensis D.Z.Li, Y.X.Zhang & Triplett: Sie wurde 2013 aus Yunnan erstbeschrieben.[2]
- Pseudosasa zhongyanensis S.H.Chen, K.F.Huang & H.Z.Guo: Fujian.[2]

Nicht mehr zur Gattung Pseudosasa wird gerechnet:
- Pseudosasa acutivagina T.H.Wen & S.C.Chen   =>   Acidosasa nanunica (McClure) C.S.Chao & G.Y.Yang[2]